# Sainte-Cécile-de-Whitton
Sainte-Cécile-de-Whitton è un comune del Canada, situato nella provincia del Québec, nella regione di Estrie.